# Fossa de les Mariannes
La fossa de les Mariannes és la més profunda fossa marina coneguda i el lloc més profund de l'escorça terrestre. Té el seu origen en un procés de subducció de la placa del Pacífic sota la placa filipina. Es localitza al fons del Pacífic nord-occidental, al sud-est de les Illes Mariannes, prop de Guam.
La fossa té una longitud de 2550 quilòmetres i una amplària mitjana de 70 quilòmetres. La pressió al fons de la fossa és de 108,6 MPa (unes 1072 atm).

## Etimologia
La Fossa Mariana porta el nom de les no llunyanes Illes Mariannes, anomenades Les Mariannes en honor de la reina espanyola Mariana d'Àustria, vídua de Felip IV de Castella. Les illes són part de l'arc d'illes que es formen en una placa superior, anomenada la Placa Mariana (també anomenada així per les illes), al costat occidental de la fossa.

## Protecció ambiental
Administrativament, les Illes Mariannes es divideixen en dues entitats polítiques dependents dels Estats Units d'Amèrica: Guam (territori no incorporat) i les Mariannes Septentrionals (un commonwealth o mancomunitat), i es van establir com Marine National Monument (monument nacional marítim) mitjançant la proclamació 8335 de gener de 2009.

## Geologia
La Fossa de les Mariannes forma part del sistema de subducció Izu – Bonin – Mariana que forma el límit entre dues plaques tectòniques. En aquest sistema, la vora occidental de la placa del Pacífic, es subdueix per sota de la més petita Placa de les Mariannes que es troba a l’oest. El material de l'escorça a la vora occidental de la placa del Pacífic és una de les escorces oceàniques més antigues de la terra (fins a 160 milions d'anys d'antiguitat) i, per tant, és més fresc i dens; d’aquí la seva gran diferència d’alçada en relació amb la placa més alta (i més jove) de Mariana. La zona més profunda al límit de la placa és la fossa de la Marianna pròpiament dita.

La placa del Pacífic, es subdueix per sota de la més petita Placa de les Mariannes creant la Fossa de les Mariannes

El moviment de les plaques del Pacífic i Marianes també és responsable indirectament de la formació de les Illes Marianes. Aquestes illes volcàniques són causades per la fusió del flux del mantell superior a causa de l’alliberament d’aigua que queda atrapada en minerals de la porció subduïda de la placa del Pacífic.

### Terratrèmols i tsunamis
La placa del Pacífic al lloc de la trinxera és de roca densa, que no hauria de pressionar fortament cap amunt contra la principal placa filipina, creant la fricció que causaria terratrèmols, però el Tsunami de l'oceà Índic del 2004 i el Terratrèmol i tsunami del Japó del 2011 contradiuen aquesta teoria, en ocórrer en altres llocs similars on no s'esperaven tremolors gegants. Hi va haver dos esdeveniments a la regió que van generar tsunamis locals el 1826 i el 1872.

## Fauna
Les aigües de les illes del nord de l’arxipèlag es troben entre les més biodiverses del Pacífic occidental i inclouen la major diversitat de vida submarina i de ventilació hidrotermal fins ara descoberta. Aquestes illes volcàniques estan envoltades per ecosistemes de corall amb un nombre molt elevat de depredadors vèrtexs, inclosos un gran nombre de taurons. També contenen una de les col·leccions més diverses de coralls pedregosos del Pacífic occidental.

### Mamífers marins
Hi ha moltes espècies de balenes i dofins que es troben al mar sobre la fossa de les Mariannes. Algunes resideixen durant tot l’any a l’arxipèlag Mariana, mentre que d'altres són visitants estacionals o simplement transiten per la zona. Tres espècies de balenes locals estan protegides per la Llei d’espècies en perill d’extinció: el catxalot, la balena geperuda i el rorqual boreal. Tots els mamífers marins estan protegits per la Llei de protecció dels mamífers marins.

### Peixos
A les aigües hi viu una gran varietat de peixos. Entre els peixos pelàgics es troben la makaira, taurons, la llampuga, peixos llança, peixos vela i wahoo. Les aigües de Farallon de Pajaros, Maug i Asunción donen suport a algunes de les biomasses més grans de peixos d’escull de les Illes Mariannes.

### Coralls
Farallon de Pajaros, Maug i Asunción estan envoltades d'escosistemes de corall que contenen una de les col·leccions més diverses de coralls del Pacífic occidental, incloses més de 300 espècies, la major concentració dels esculls dels Estats Units d'Amèrica.

### Xenophyophores
En una expedició del juliol del 2011 a la fossa de les Mariannes es van documentar l'existència coneguda de xenofioforeuss a més profunditat, animals unicel·lulars que es troben exclusivament en grans profunditats. Els investigadors van albirar les formes de vida a profunditats de fins a 10,641 metres. Estudis recents indiquen que, atrapant partícules de l’aigua, els xenofioforeus poden concentrar alts nivells de plom, urani i mercuri i, per tant, probablement són molt resistents a grans dosis de metalls pesants. Són molt adequats per a una vida fosca, baixa temperatura i alta pressió a la mar profunda.

## Exploració

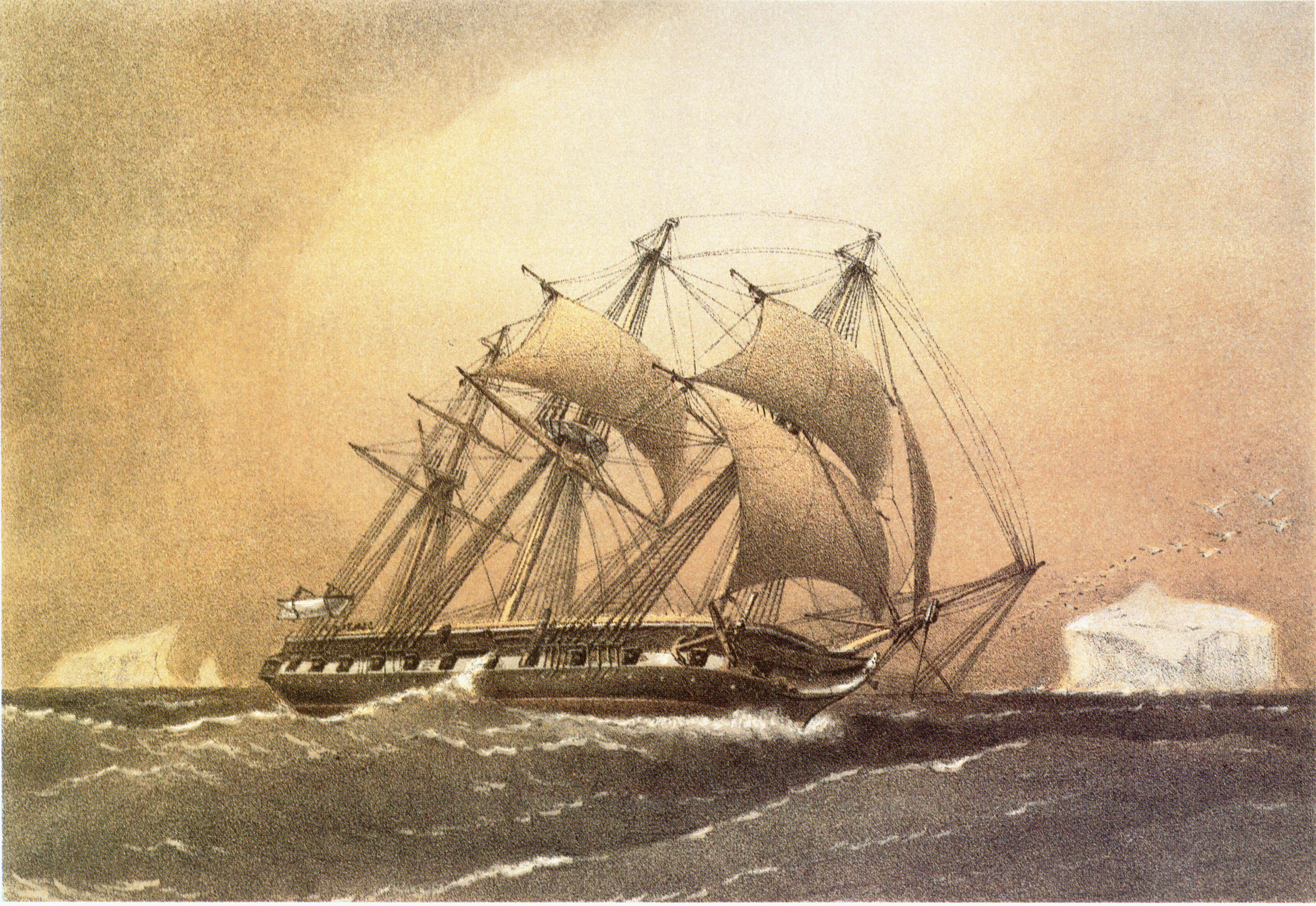
L'HMS Challenger, des del que es va sondejar per primer cop la fossa en 1875.

La fossa va ser visitada per primera vegada el 1951 per la fragata de la Marina Reial Britànica HMS Challenger, que dona el nom a la part més profunda de la fossa, la fossa Challenger. Usant ecolocalització, es va mesurar una profunditat d'11.012 m a 11° 19′ N, 142° 15′ E / 11.317°N,142.250°E. El 1957, la nau soviètica Vityaz va mesurar una profunditat de 10.934 metres. El 1962, el M.V. Spencer F. Baird va registrar una profunditat d'11.022 metres.

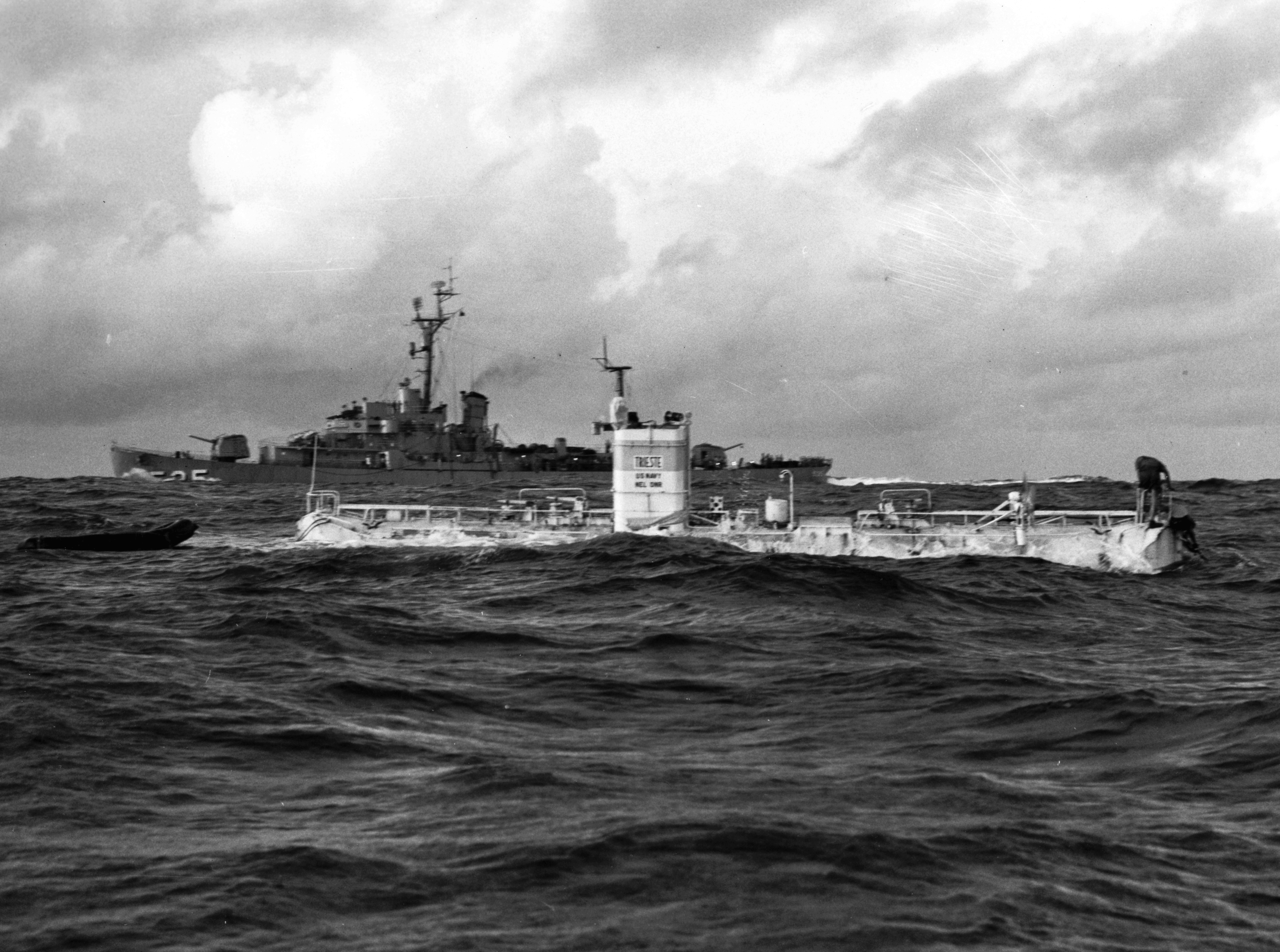
El batiscaf Trieste abans de la immersió, el 23 de gener de 1960.

No fou fins al 23 de gener de 1960, que es va descendir per primera i única vegada, usant un batiscaf anomenat Trieste inventat per Auguste Piccard i capitanejat per Jacques Piccard, el seu fill. S'evitaven així els efectes de la gran pressió existent a tals profunditats. El lloc del descens va ser l'extrem sud-occidental de la fossa, a uns 338 km de Guam. Els sistemes de bord indicaven una profunditat d'11.521 m, que després va ser revisada i va resultar ser d'11.034 metres. A la fossa es va trobar un calamar gegant del gènere Architeuthis i diverses espècies desconegudes fins llavors.
La profunditat real de la fossa Challenger va ser mesurada l'1 de juny 2009 pel sonar del RV Kilo Moana i el resultat va ser de 10.971 metres (35.994 peus / 6,82 milles).
El 2012, el director de cinema James Cameron, va fer una immersió en solitari en un submarí anomenat Deepsea Challenger, i el 10 de novembre del 2020, el submarí Fendouzhe va descendir fins als 10.909 metres de la fosa, tripulat per tres investigadors.
El maig de 2019, l'empresari nord-americà Victor Vescovo es va submergir a la fossa i va arribar als 10.928 m, batent el rècord de la immersió més profunda, trobant objectes de plàstic en el fons. Al juny del 2020, Vescovo va tornar al Challenger Deep, especialment equipat per analitzar les seves tres conques o "piscines" ben definides, i va fer el viatge amb sis passatgers, entre elles l'astronauta, Kathryn Sullivan, Kelly Walsh, el fill de Don Walsh (que amb Jacques Piccard va fer la primera immersió al Challenger Deep) i Vanessa O'Brien, la primera dona que va escalar l'Everest i també va baixar fins al fons del fons marí (Vescovo va ser la primera persona).
El 10 de novembre de 2020, el submergible Fendouzhe, "lluitador" en xinès, va baixar per la Xina fins al fons del pou a 10.909 m amb tres científics a bord. Per primera vegada, els vídeos es van transmetre en directe a la Televisió Xinesa. A més de les imatges, l'objectiu d'aquesta missió fou recollir mostres biològiques mitjançant un braç robòtic, així com cartografiar el fons del pou per sonar.

### Profunditat de la Fossa Challenger
L'última vegada que va ser mesurada la Fossa Challenger va ser l'1 de juny de 2009 amb el sonar Simrad EM120. Es va cartografiar el fons marí des del vaixell de la Marina dels Estats Units d'Amèrica RV Kilo Moana (T-AGOR-26). El sonar va calcular la fondària en 10.971 m. (35.994 peus) (6,82 milles). Aquest sonar només té un marge d'error del 0,2% (això es traduiria en un error d'uns 22 metres (72,18 peus).

## Contaminació
El 2016, una expedició d’investigació va examinar la composició química dels crustacis recollits a la franja entre 7.841 i 10.250 metres de profunditat dins la fossa, en els què els investigadors van trobar concentracions extremadament elevades de bifenil policlorat, una toxina química prohibida pel seu dany ambiental al la dècada de 1970, trobada a totes les profunditats del sediment de la rasa. Altres investigacions han descobert que els amfípodes també ingereixen microplàstics, i totes les mostres tenen almenys una peça de material sintètic als estómacs.Bifenil policlorat
El 2019, Victor Vescovo va informar haver trobat una bossa de plàstic i embolcalls de dolços al fons de la fossa. Aquell any, Scientific American també va informar que s'ha trobat carboni-14 provat de proves de bombes nuclears en els cossos d'animals aquàtics trobats a la rasa.

## Possible lloc d'eliminació de residus nuclears
Com altres trinxeres oceàniques, la Fossa de les Mariannes es va proposar el 1972 com a lloc per a l'eliminació de residus nuclears amb l'esperança que la subducció de plaques tectòniques podria acabar empenyent els residus nuclears profundament cap al mantell de la Terra, però, l'abocament de residus nuclears a l'oceà està prohibit per la legislació internacional, a més, les zones de subducció de plaques s'associen a grans terratrèmols, els efectes dels quals són imprevisibles per a la seguretat de l'eliminació a llarg termini de residus nuclears dins de l'ecosistema hadopelàgic.